# Larimichthys crocea
Larimichthys crocea är en fiskart som först beskrevs av Richardson, 1846.  Larimichthys crocea ingår i släktet Larimichthys och familjen havsgösfiskar. Inga underarter finns listade i Catalogue of Life.
Arten var tidigare en vanlig matfisk i Kina, Japan och Korea, men beståndet kollapsade på 1970-talet som ett resultat av överfiskning.